# Film in 2024
Dit artikel gaat over films uitgebracht in het jaar 2024, filmfestivals en filmprijzen.

## Succesvolste films
De tien films uit 2024 die tot nu toe het meest opbrachten. 
| Rang | Titel                           | Distributeur          | Opbrengst wereldwijd |
| ---- | ------------------------------- | --------------------- | -------------------- |
| 1    | Inside Out 2                    | Walt Disney Pictures  | $ 1.698.863.816      |
| 2    | Deadpool & Wolverine            | Walt Disney Pictures  | $ 1.338.073.645      |
| 3    | Vaiana 2                        | Walt Disney Pictures  | $ 1.059.242.164      |
| 4    | Despicable Me 4                 | Universal Pictures    | $ 969.547.158        |
| 5    | Wicked                          | Universal Pictures    | $ 753.906.469        |
| 6    | Mufasa: The Lion King           | Walt Disney Pictures  | $ 722.460.982        |
| 7    | Dune: Part Two                  | Warner Bros. Pictures | $ 714.644.358        |
| 8    | Godzilla x Kong: The New Empire | Warner Bros. Pictures | $ 571.850.016        |
| 9    | Kung Fu Panda 4                 | Universal Pictures    | $ 547.689.492        |
| 10   | Sonic the Hedgehog 3            | Paramount Pictures    | $ 492.162.604        |

## Filmprijzen
| Datum       | Filmprijs                      | Editie     |
| ----------- | ------------------------------ | ---------- |
| 7 januari   | Golden Globes                  | 81e editie |
| 14 januari  | Critics' Choice Awards         | 29e editie |
| 15 januari  | Guldbagge                      | 59e editie |
| 22 januari  | Prix Lumières                  | 29e editie |
| 3 februari  | Ensor                          | 14e editie |
| 3 februari  | Robert                         | 41e editie |
| 4 februari  | Saturn Awards                  | 51e editie |
| 10 februari | Goya                           | 38e editie |
| 18 februari | British Academy Film Awards    | 77e editie |
| 23 februari | César                          | 49e editie |
| 25 februari | Film Independent Spirit Awards | 39e editie |
| 3 maart     | Satellite Awards               | 28e editie |
| 8 maart     | Japan Academy Prize            | 47e editie |
| 9 maart     | Magritte du cinéma             | 13e editie |
| 9 maart     | Golden Raspberry Awards        | 44e editie |
| 10 maart    | Academy Awards                 | 96e editie |
| 16 maart    | Bodil                          | 77e editie |
| 4 april     | Critics' Choice Super Awards   | 4e editie  |
| 7 april     | Canadian Screen Awards         | 12e editie |
| 3 mei       | Premi David di Donatello       | 69e editie |
| 3 mei       | Deutscher Filmpreis            | 74e editie |
| 7 december  | Europese filmprijzen           | 37e editie |

## Filmfestivals[2]
| Datum                     | Festival                                            | Editie     | Belangrijkste prijs |
| ------------------------- | --------------------------------------------------- | ---------- | ------------------- |
| 18 - 28 januari           | Sundance Film Festival                              | 40e editie | Grand Jury Prize    |
| 25 januari - 4 februari   | International Film Festival Rotterdam               | 53e editie | Tiger Award         |
| 26 januari - 3 februari   | Filmfestival Oostende                               | 17e editie | Ensor               |
| 26 januari - 4 februari   | Internationaal filmfestival van Göteborg            | 47e editie | Dragon Award        |
| 15 - 25 februari          | Internationaal filmfestival van Berlijn             | 74e editie | Gouden Beer         |
| 14 - 25 mei               | Filmfestival van Cannes                             | 77e editie | Gouden Palm         |
| 13 - 22 juni              | Internationaal filmfestival van Shanghai            | 27e editie | Gouden Jue          |
| 28 juni - 6 juli          | Internationaal filmfestival van Karlsbad            | 58e editie | Kristallen Bol      |
| 7 - 17 augustus           | Internationaal filmfestival van Locarno             | 77e editie | Gouden Luipaard     |
| 16 - 23 augustus          | Filmfestival van Sarajevo                           | 30e editie | Hart van Sarajevo   |
| 28 augustus - 7 september | Filmfestival van Venetië                            | 81e editie | Gouden Leeuw        |
| 29 augustus - 2 september | Filmfestival van Telluride                          | 51e editie |                     |
| 5 - 15 september          | Internationaal filmfestival van Toronto             | 49e editie |                     |
| 6 - 15 september          | Film by the Sea                                     | 26e editie |                     |
| 20 - 28 september         | Internationaal filmfestival van San Sebastián       | 72e editie | Gouden Schelp       |
| 20 - 27 september         | Nederlands Film Festival                            | 44e editie | Gouden Kalf         |
| 27 september - 4 oktober  | Festival international du film francophone de Namur | 39e editie | Bayard d'or         |
| 9 - 20 oktober            | Film Fest Gent                                      | 51e editie | Grand Prix          |
| 28 oktober - 6 november   | Internationaal filmfestival van Tokio               | 37e editie | Tokyo Grand Prix    |
| 8 - 24 november           | Internationaal filmfestival van Tallinn             | 28e editie | Gouden Wolf         |
| 20 - 28 november          | Internationaal filmfestival van India               | 55e editie | Gouden Pauw         |
| 21 november - 1 december  | Internationaal filmfestival van Mar del Plata       | 39e editie | Gouden Ástor        |

## Lijst van films
Films die in 2024 zijn uitgebracht en een lemma in de Nederlandstalige Wikipedia hebben:
| Verschijningsdatum | Titel                                                                           | Land                                                                                           | Locatie                                             |
| ------------------ | ------------------------------------------------------------------------------- | ---------------------------------------------------------------------------------------------- | --------------------------------------------------- |
| 1 januari 2024     | The Vanishing of S.S. Willie                                                    | Verenigde Staten                                                                               | korte film                                          |
| 5 januari 2024     | The Bricklayer                                                                  | Verenigde Staten                                                                               |                                                     |
| 5 januari 2024     | Night Swim                                                                      | Verenigde Staten                                                                               |                                                     |
| 11 januari 2024    | Miller's Girl                                                                   | Verenigde Staten                                                                               | Palm Springs International Film Festival            |
| 12 januari 2024    | The Beekeeper                                                                   | Verenigde Staten                                                                               |                                                     |
| 12 januari 2024    | Lift                                                                            | Verenigde Staten                                                                               | Netflix                                             |
| 12 januari 2024    | Mean Girls                                                                      | Verenigde Staten                                                                               |                                                     |
| 18 januari 2024    | I Saw the TV Glow                                                               | Verenigde Staten                                                                               | Sundance Film Festival                              |
| 18 januari 2024    | Ibelin                                                                          | Noorwegen                                                                                      | Sundance Film Festival                              |
| 18 januari 2024    | Kneecap                                                                         | Ierland / Verenigd Koninkrijk                                                                  | Sundance Film Festival                              |
| 19 januari 2024    | Dìdi                                                                            | Verenigde Staten                                                                               | Sundance Film Festival                              |
| 19 januari 2024    | Little Death                                                                    | Verenigde Staten                                                                               | Sundance Film Festival                              |
| 19 januari 2024    | Out of My Mind                                                                  | Verenigde Staten                                                                               | Sundance Film Festival                              |
| 19 januari 2024    | The Outrun                                                                      | Verenigd Koninkrijk / Duitsland                                                                | Sundance Film Festival                              |
| 19 januari 2024    | Presence                                                                        | Verenigde Staten                                                                               | Sundance Film Festival                              |
| 19 januari 2024    | Sujo                                                                            | Mexico / Verenigde Staten / Frankrijk                                                          | Sundance Film Festival                              |
| 20 januari 2024    | A Real Pain                                                                     | Verenigde Staten / Polen                                                                       | Sundance Film Festival                              |
| 20 januari 2024    | Girls Will Be Girls                                                             | India / Frankrijk                                                                              | Sundance Film Festival                              |
| 20 januari 2024    | Håndtering av udøde                                                             | Noorwegen / Zweden                                                                             | Sundance Film Festival                              |
| 20 januari 2024    | Krazy House                                                                     | Nederland                                                                                      | Sundance Film Festival                              |
| 20 januari 2024    | Love Lies Bleeding                                                              | Verenigde Staten / Verenigd Koninkrijk                                                         | Sundance Film Festival                              |
| 20 januari 2024    | My Old Ass                                                                      | Canada / Verenigde Staten                                                                      | Sundance Film Festival                              |
| 20 januari 2024    | Ponyboi                                                                         | Verenigde Staten                                                                               | Sundance Film Festival                              |
| 21 januari 2024    | A Different Man                                                                 | Verenigde Staten                                                                               | Sundance Film Festival                              |
| 21 januari 2024    | Sebastian                                                                       | Finland / Verenigd Koninkrijk / België                                                         | Sundance Film Festival                              |
| 21 januari 2024    | Suncoast                                                                        | Verenigde Staten                                                                               | Sundance Film Festival                              |
| 22 januari 2024    | Daughters                                                                       | Verenigde Staten                                                                               | Sundance Film Festival                              |
| 22 januari 2024    | In the Land of Brothers                                                         | Iran / Frankrijk / Nederland                                                                   | Sundance Film Festival                              |
| 22 januari 2024    | In the Summers                                                                  | Verenigde Staten                                                                               | Sundance Film Festival                              |
| 23 januari 2024    | Bob Marley: One Love                                                            | Verenigde Staten                                                                               | Kingston                                            |
| 24 januari 2024    | Argylle                                                                         | Verenigd Koninkrijk / Verenigde Staten                                                         | Londen                                              |
| 24 januari 2024    | Beautiful Wedding                                                               | Verenigde Staten                                                                               | Fathom Events                                       |
| 26 januari 2024    | Holy Rosita                                                                     | België                                                                                         | Filmfestival Oostende                               |
| 28 januari 2024    | Verliefd op Bali                                                                | Nederland                                                                                      |                                                     |
| 29 januari 2024    | Scotoe                                                                          | Nederland                                                                                      |                                                     |
| 1 februari 2024    | The Last Front                                                                  | België                                                                                         | Gent                                                |
| 6 februari 2024    | Dune: Part Two                                                                  | Verenigde Staten                                                                               | Mexico-Stad                                         |
| 7 februari 2024    | De legende van Familie Vos                                                      | Nederland                                                                                      |                                                     |
| 7 februari 2024    | Game On                                                                         | Nederland                                                                                      |                                                     |
| 9 februari 2024    | Upgraded                                                                        | Verenigde Staten                                                                               | Amazon Prime Video                                  |
| 12 februari 2024   | Madame Web                                                                      | Verenigde Staten                                                                               | Los Angeles                                         |
| 15 februari 2024   | Crossing                                                                        | Zweden / Denemarken / Frankrijk / Turkije / Georgië                                            | Filmfestival van Berlijn                            |
| 15 februari 2024   | Small Things Like These                                                         | België / Ierland                                                                               | Filmfestival van Berlijn                            |
| 16 februari 2024   | La cocina                                                                       | Mexico / Verenigde Staten                                                                      | Filmfestival van Berlijn                            |
| 16 februari 2024   | Cuckoo                                                                          | Duitsland / Verenigde Staten                                                                   | Filmfestival van Berlijn                            |
| 16 februari 2024   | Exhuma (Pa-myo)                                                                 | Zuid-Korea                                                                                     | Filmfestival van Berlijn                            |
| 16 februari 2024   | Land of Bad                                                                     | Verenigde Staten                                                                               |                                                     |
| 16 februari 2024   | Keyke mahboobe man (My Favourite Cake)                                          | Iran / Frankrijk / Zweden / Duitsland                                                          | Filmfestival van Berlijn                            |
| 16 februari 2024   | No Other Land                                                                   | Palestina / Noorwegen                                                                          | Filmfestival van Berlijn                            |
| 17 februari 2024   | Another End                                                                     | Italië                                                                                         | Filmfestival van Berlijn                            |
| 17 februari 2024   | Hors du temps                                                                   | Frankrijk                                                                                      | Filmfestival van Berlijn                            |
| 17 februari 2024   | In Liebe, Eure Hilde                                                            | Duitsland                                                                                      | Filmfestival van Berlijn                            |
| 17 februari 2024   | Sex                                                                             | Noorwegen                                                                                      | Filmfestival van Berlijn                            |
| 17 februari 2024   | Young Hearts                                                                    | België / Nederland                                                                             | Filmfestival van Berlijn                            |
| 18 februari 2024   | Dahomey                                                                         | Senegal / Frankrijk / Benin                                                                    | Filmfestival van Berlijn (Winnaar Gouden Beer)      |
| 18 februari 2024   | L'Empire                                                                        | Frankrijk / Italië / Duitsland / België / Portugal                                             | Filmfestival van Berlijn                            |
| 18 februari 2024   | Sterben                                                                         | Duitsland                                                                                      | Filmfestival van Berlijn                            |
| 18 februari 2024   | Vos en Haas redden het bos                                                      | Nederland / België / Luxemburg                                                                 | Filmfestival van Berlijn                            |
| 19 februari 2024   | Architecton                                                                     | Duitsland / Frankrijk / Verenigde Staten                                                       | Filmfestival van Berlijn                            |
| 19 februari 2024   | Langue étrangère                                                                | Frankrijk / Duitsland / België                                                                 | Filmfestival van Berlijn                            |
| 19 februari 2024   | Yeohaengjaui pilyo (A Traveler's Needs)                                         | Zuid-Korea                                                                                     | Filmfestival van Berlijn                            |
| 20 februari 2024   | Des Teufels Bad                                                                 | Oostenrijk / Duitsland                                                                         | Filmfestival van Berlijn                            |
| 20 februari 2024   | The Keepers of the 5 Kingdoms                                                   | Verenigde Staten                                                                               |                                                     |
| 20 februari 2024   | Pepe                                                                            | Dominicaanse Republiek / Namibië / Duitsland / Frankrijk                                       | Filmfestival van Berlijn                            |
| 21 februari 2024   | Black Tea                                                                       | Frankrijk / Mauritanië / Taiwan / Luxemburg / Ivoorkust                                        | Filmfestival van Berlijn                            |
| 21 februari 2024   | Gloria!                                                                         | Italië / Zwitserland                                                                           | Filmfestival van Berlijn                            |
| 21 februari 2024   | Spaceman                                                                        | Verenigde Staten                                                                               | Filmfestival van Berlijn                            |
| 22 februari 2024   | Drive-Away Dolls                                                                | Verenigde Staten                                                                               | Australië                                           |
| 22 februari 2024   | Mé el Aïn                                                                       | Tunesië / Frankrijk / Canada                                                                   | Filmfestival van Berlijn                            |
| 22 februari 2024   | Vogter                                                                          | Denemarken / Zweden                                                                            | Filmfestival van Berlijn                            |
| 23 februari 2024   | Ordinary Angels                                                                 | Verenigde Staten                                                                               |                                                     |
| 23 februari 2024   | Shambhala                                                                       | Nepal / Frankrijk / Noorwegen / Hongkong / China / Turkije / Taiwan / Verenigde Staten / Qatar | Filmfestival van Berlijn                            |
| 28 februari 2024   | Code 8: Part II                                                                 | Canada                                                                                         | Netflix                                             |
| 1 maart 2024       | Damsel                                                                          | Verenigde Staten                                                                               | New York                                            |
| 1 maart 2024       | Megamind vs. the Doom Syndicate                                                 | Verenigde Staten                                                                               | Peacock                                             |
| 1 maart 2024       | Den sista resan                                                                 | Zweden                                                                                         |                                                     |
| 3 maart 2024       | Kung Fu Panda 4                                                                 | Verenigde Staten                                                                               | Los Angeles                                         |
| 7 maart 2024       | Buenas Chicas                                                                   | Nederland                                                                                      |                                                     |
| 8 maart 2024       | Imaginary                                                                       | Verenigde Staten                                                                               |                                                     |
| 8 maart 2024       | Mothers' Instinct                                                               | Verenigde Staten                                                                               | Litouwen                                            |
| 8 maart 2024       | Road House                                                                      | Verenigde Staten                                                                               | SXSW                                                |
| 9 maart 2024       | Babes                                                                           | Verenigde Staten                                                                               | SXSW                                                |
| 9 maart 2024       | Y2K                                                                             | Verenigde Staten                                                                               | SXSW                                                |
| 11 maart 2024      | Monkey Man                                                                      | Verenigde Staten / Canada                                                                      | SXSW                                                |
| 12 maart 2024      | The Fall Guy                                                                    | Verenigde Staten                                                                               | SXSW                                                |
| 12 maart 2024      | Immaculate                                                                      | Verenigde Staten                                                                               | SXSW                                                |
| 14 maart 2024      | Civil War                                                                       | Verenigde Staten / Verenigd Koninkrijk                                                         | SXSW                                                |
| 14 maart 2024      | Ghostbusters: Frozen Empire                                                     | Verenigde Staten                                                                               | New York                                            |
| 14 maart 2024      | Música                                                                          | Verenigde Staten                                                                               | SXSW                                                |
| 15 maart 2024      | Arthur the King                                                                 | Verenigde Staten                                                                               |                                                     |
| 16 maart 2024      | The Idea of You                                                                 | Verenigde Staten                                                                               | SXSW                                                |
| 18 maart 2024      | Winnie-the-Pooh: Blood and Honey 2                                              | Verenigd Koninkrijk                                                                            |                                                     |
| 21 maart 2024      | Sleeping Dogs                                                                   | Verenigde Staten                                                                               |                                                     |
| 21 maart 2024      | De terugreis                                                                    | Nederland / België                                                                             |                                                     |
| 25 maart 2024      | Godzilla x Kong: The New Empire                                                 | Verenigde Staten                                                                               | Hollywood                                           |
| 26 maart 2024      | Challengers                                                                     | Verenigde Staten                                                                               | Sydney                                              |
| 3 april 2024       | The First Omen                                                                  | Verenigde Staten                                                                               |                                                     |
| 4 april 2024       | How to Make Millions Before Grandma Dies                                        | Thailand                                                                                       |                                                     |
| 7 april 2024       | Abigail                                                                         | Verenigde Staten                                                                               | Overlook Film Festival                              |
| 10 april 2024      | Un p'tit truc en plus                                                           | Frankrijk                                                                                      | Gérardmer                                           |
| 11 april 2024      | Back to Black                                                                   | Verenigd Koninkrijk / Verenigde Staten                                                         | Australië                                           |
| 11 april 2024      | Invasie                                                                         | Nederland                                                                                      |                                                     |
| 12 april 2024      | Rebel Moon – Part Two: The Scargiver                                            | Verenigde Staten                                                                               |                                                     |
| 12 april 2024      | Sting                                                                           | Australië / Verenigde Staten                                                                   |                                                     |
| 26 april 2024      | Breathe                                                                         | Verenigde Staten                                                                               |                                                     |
| 26 april 2024      | Mootorsaed laulsid                                                              | Estland                                                                                        | Haapsalu Horror & Fantasy Film Festival             |
| 2 mei 2024         | Kingdom of the Planet of the Apes                                               | Verenigde Staten                                                                               | Los Angeles                                         |
| 3 mei 2024         | The Garfield Movie                                                              | Verenigde Staten                                                                               |                                                     |
| 3 mei 2024         | Tarot                                                                           | Verenigde Staten                                                                               |                                                     |
| 7 mei 2024         | IF                                                                              | Verenigde Staten                                                                               | Londen                                              |
| 8 mei 2024         | The Strangers: Chapter 1                                                        | Verenigde Staten                                                                               | Los Angeles                                         |
| 14 mei 2024        | Le Deuxième Acte                                                                | Frankrijk                                                                                      | Filmfestival van Cannes                             |
| 15 mei 2024        | Diamant brut                                                                    | Frankrijk                                                                                      | Filmfestival van Cannes                             |
| 15 mei 2024        | Les Fantômes                                                                    | Frankrijk / Duitsland / België                                                                 | Filmfestival van Cannes                             |
| 15 mei 2024        | Furiosa: A Mad Max Saga                                                         | Australië / Verenigde Staten                                                                   | Filmfestival van Cannes                             |
| 15 mei 2024        | Ljósbrot (When the Light Breaks)                                                | IJsland / Nederland / Frankrijk / Kroatië                                                      | Filmfestival van Cannes                             |
| 15 mei 2024        | Pigen med nålen (The Girl With the Needle)                                      | Duitsland / Polen / Zweden                                                                     | Filmfestival van Cannes                             |
| 16 mei 2024        | Bird                                                                            | Duitsland / Verenigd Koninkrijk / Frankrijk / Verenigde Staten                                 | Filmfestival van Cannes                             |
| 16 mei 2024        | Megalopolis                                                                     | Verenigde Staten                                                                               | Filmfestival van Cannes                             |
| 17 mei 2024        | La Belle de Gaza                                                                | Frankrijk                                                                                      | Filmfestival van Cannes                             |
| 17 mei 2024        | Christmas Eve in Miller's Point                                                 | Verenigde Staten                                                                               | Filmfestival van Cannes                             |
| 17 mei 2024        | Everybody Loves Touda                                                           | Marokko                                                                                        | Filmfestival van Cannes                             |
| 17 mei 2024        | Kinds of Kindness                                                               | Ierland / Verenigd Koninkrijk / Verenigde Staten                                               | Filmfestival van Cannes                             |
| 17 mei 2024        | Oh, Canada                                                                      | Verenigde Staten                                                                               | Filmfestival van Cannes                             |
| 17 mei 2024        | Trei kilometri până la capătul lumii (Three Kilometres to the End of the World) | Roemenië                                                                                       | Filmfestival van Cannes                             |
| 17 mei 2024        | Vingt Dieux                                                                     | Frankrijk                                                                                      | Filmfestival van Cannes                             |
| 18 mei 2024        | Armand                                                                          | Noorwegen / Nederland / Duitsland / Zweden                                                     | Filmfestival van Cannes                             |
| 18 mei 2024        | The Surfer                                                                      | Australië / Ierland                                                                            | Filmfestival van Cannes                             |
| 18 mei 2024        | Emilia Pérez                                                                    | Frankrijk / Mexico                                                                             | Filmfestival van Cannes                             |
| 18 mei 2024        | Feng liu yi dai (Caught by the Tides)                                           | China                                                                                          | Filmfestival van Cannes                             |
| 18 mei 2024        | Gou zhen (Black Dog)                                                            | China                                                                                          | Filmfestival van Cannes                             |
| 18 mei 2024        | Jim Henson Idea Man                                                             | Verenigde Staten                                                                               | Filmfestival van Cannes                             |
| 18 mei 2024        | Julie zwijgt                                                                    | België / Zweden                                                                                | Filmfestival van Cannes                             |
| 18 mei 2024        | Rumours                                                                         | Duitsland / Canada                                                                             | Filmfestival van Cannes                             |
| 18 mei 2024        | Universal Language                                                              | Canada                                                                                         | Filmfestival van Cannes                             |
| 19 mei 2024        | En fanfare                                                                      | Frankrijk                                                                                      | Filmfestival van Cannes                             |
| 19 mei 2024        | Les Femmes au balcon                                                            | Frankrijk                                                                                      | Filmfestival van Cannes                             |
| 19 mei 2024        | L'Histoire de Souleymane                                                        | Frankrijk                                                                                      | Filmfestival van Cannes                             |
| 19 mei 2024        | Horizon: An American Saga – Chapter 1                                           | Verenigde Staten                                                                               | Filmfestival van Cannes                             |
| 19 mei 2024        | Limonov: The Ballad of Eddie                                                    | Frankrijk / Italië / Spanje                                                                    | Filmfestival van Cannes                             |
| 19 mei 2024        | Le Procès du chien                                                              | Frankrijk / Zwitserland                                                                        | Filmfestival van Cannes                             |
| 19 mei 2024        | The Substance                                                                   | Verenigd Koninkrijk / Verenigde Staten                                                         | Filmfestival van Cannes                             |
| 20 mei 2024        | The Apprentice                                                                  | Frankrijk / Canada / Denemarken / Ierland                                                      | Filmfestival van Cannes                             |
| 20 mei 2024        | Miséricorde                                                                     | Frankrijk / Spanje / Portugal                                                                  | Filmfestival van Cannes                             |
| 20 mei 2024        | Le Royaume                                                                      | Frankrijk                                                                                      | Filmfestival van Cannes                             |
| 20 mei 2024        | The Shrouds                                                                     | Frankrijk / Canada                                                                             | Filmfestival van Cannes                             |
| 21 mei 2024        | Anora                                                                           | Verenigde Staten                                                                               | Filmfestival van Cannes (Winnaar Gouden Palm)       |
| 21 mei 2024        | Marcello Mio                                                                    | Frankrijk / Italië                                                                             | Filmfestival van Cannes                             |
| 21 mei 2024        | September Says                                                                  | Ierland / Griekenland / Verenigd Koninkrijk / Frankrijk / Duitsland                            | Filmfestival van Cannes                             |
| 21 mei 2024        | Parthenope                                                                      | Italië / Frankrijk                                                                             | Filmfestival van Cannes                             |
| 22 mei 2024        | Animale                                                                         | België / Frankrijk / Saoedi-Arabië                                                             | Filmfestival van Cannes                             |
| 22 mei 2024        | Le Comte de Monte-Cristo                                                        | Frankrijk                                                                                      | Filmfestival van Cannes                             |
| 22 mei 2024        | Flow                                                                            | Litouwen / Frankrijk / België                                                                  | Filmfestival van Cannes                             |
| 22 mei 2024        | Grand Tour                                                                      | Portugal / Italië / Frankrijk                                                                  | Filmfestival van Cannes                             |
| 22 mei 2024        | Motel Destino                                                                   | Brazilië / Frankrijk / Duitsland                                                               | Filmfestival van Cannes                             |
| 22 mei 2024        | To a Land Unknown                                                               | Griekenland / Verenigd Koninkrijk / Nederland / Duitsland / Frankrijk                          | Filmfestival van Cannes                             |
| 23 mei 2024        | All We Imagine as Light                                                         | India / Luxemburg / Frankrijk / Nederland / Italië                                             | Filmfestival van Cannes                             |
| 23 mei 2024        | L'Amour ouf                                                                     | Frankrijk / België                                                                             | Filmfestival van Cannes                             |
| 24 mei 2024        | La Plus Précieuse des marchandises                                              | Frankrijk / België                                                                             | Filmfestival van Cannes                             |
| 24 mei 2024        | The Seed of the Sacred Fig                                                      | Iran / Frankrijk / Duitsland                                                                   | Filmfestival van Cannes                             |
| 5 juni 2024        | Sous la Seine                                                                   | Frankrijk                                                                                      | Netflix                                             |
| 6 juni 2024        | Winter Spring Summer or Fall                                                    | Verenigde Staten                                                                               | Tribeca Film Festival                               |
| 7 juni 2024        | Bad Boys: Ride or Die                                                           | Verenigde Staten                                                                               |                                                     |
| 7 juni 2024        | The Watchers                                                                    | Verenigde Staten                                                                               |                                                     |
| 9 juni 2024        | Despicable Me 4                                                                 | Verenigde Staten                                                                               | New York                                            |
| 10 juni 2024       | Inside Out 2                                                                    | Verenigde Staten                                                                               | Hollywood                                           |
| 10 juni 2024       | Memoir of a Snail                                                               | Australië                                                                                      | Festival international du film d'animation d'Annecy |
| 13 juni 2024       | De mooiste dag                                                                  | Nederland                                                                                      |                                                     |
| 18 juni 2024       | La nuit se traîne                                                               | België / Frankrijk                                                                             | Festival du Film de Biarritz - Nouvelles Vagues     |
| 19 juni 2024       | Dikkie Dik en de verdwenen knuffel                                              | Nederland                                                                                      |                                                     |
| 25 juni 2024       | OUT                                                                             | Nederland                                                                                      | Frameline Film Festival                             |
| 26 juni 2024       | A Quiet Place: Day One                                                          | Verenigde Staten                                                                               | Tribeca Film Festival                               |
| 28 juni 2024       | A Family Affair                                                                 | Verenigde Staten                                                                               | Netflix                                             |
| 1 juli 2024        | Vlny (Waves)                                                                    | Tsjechië / Slowakije                                                                           | Filmfestival van Karlsbad                           |
| 2 juli 2024        | Elskling                                                                        | Noorwegen                                                                                      | Filmfestival van Karlsbad                           |
| 3 juli 2024        | A Sudden Glimpse to Deeper Things                                               | Verenigd Koninkrijk                                                                            | Filmfestival van Karlsbad (Winnaar Kristallen Bol)  |
| 5 juli 2024        | Poison                                                                          | Nederland / Duitsland / Luxemburg                                                              | Filmfestival van München                            |
| 6 juli 2024        | Superkrachten voor je hoofd                                                     | Nederland                                                                                      |                                                     |
| 8 juli 2024        | Fly Me to the Moon                                                              | Verenigde Staten                                                                               | New York                                            |
| 8 juli 2024        | Longlegs                                                                        | Verenigde Staten                                                                               | Hollywood                                           |
| 8 juli 2024        | Twisters                                                                        | Verenigde Staten                                                                               | Londen                                              |
| 10 juli 2024       | De Bellinga's: Pretpark op stelten                                              | Nederland                                                                                      |                                                     |
| 17 juli 2024       | Expeditie Cupido                                                                | Nederland                                                                                      |                                                     |
| 18 juli 2024       | My Spy: The Eternal City                                                        | Verenigde Staten                                                                               | Prime Video                                         |
| 19 juli 2024       | Trap                                                                            | Verenigde Staten                                                                               | São Paulo                                           |
| 22 juli 2024       | Deadpool & Wolverine                                                            | Verenigde Staten                                                                               | New York                                            |
| 24 juli 2024       | Het feest van tante Rita 2 - de chocobom                                        | Nederland                                                                                      |                                                     |
| 26 juli 2024       | Robin and the Hoods                                                             | Verenigd Koninkrijk                                                                            | Sky Cinema                                          |
| 2 augustus 2024    | Harold and the Purple Crayon                                                    | Verenigde Staten                                                                               |                                                     |
| 6 augustus 2024    | Borderlands                                                                     | Verenigde Staten                                                                               | Los Angeles                                         |
| 7 augustus 2024    | It Ends with Us                                                                 | Verenigde Staten                                                                               |                                                     |
| 8 augustus 2024    | Blink Twice                                                                     | Verenigde Staten                                                                               | Los Angeles                                         |
| 11 augustus 2024   | Mond                                                                            | Oostenrijk                                                                                     | Filmfestival van Locarno                            |
| 12 augustus 2024   | Alien: Romulus                                                                  | Verenigde Staten                                                                               | Los Angeles                                         |
| 13 augustus 2024   | Youth (Hard Times)                                                              | Frankrijk / Luxemburg / Nederland                                                              | Filmfestival van Locarno                            |
| 14 augustus 2024   | Hanami                                                                          | Kaapverdië / Zwitserland / Portugal                                                            | Filmfestival van Locarno                            |
| 16 augustus 2024   | Jimmy                                                                           | Nederland                                                                                      |                                                     |
| 21 augustus 2024   | The Crow                                                                        | Verenigde Staten                                                                               |                                                     |
| 23 augustus 2024   | Incoming                                                                        | Verenigde Staten                                                                               | Netflix                                             |
| 23 augustus 2024   | Mocro Maffia: Taxi                                                              | Nederland                                                                                      | Videoland                                           |
| 27 augustus 2024   | Loverboy: Emoties uit                                                           | Nederland                                                                                      |                                                     |
| 28 augustus 2024   | Beetlejuice Beetlejuice                                                         | Verenigde Staten                                                                               | Filmfestival van Venetië                            |
| 29 augustus 2024   | El jockey                                                                       | Argentinië / Mexico / Spanje / Denemarken / Verenigde Staten                                   | Filmfestival van Venetië                            |
| 29 augustus 2024   | Maria                                                                           | Verenigde Staten / Griekenland / Italië / Duitsland                                            | Filmfestival van Venetië                            |
| 29 augustus 2024   | September 5                                                                     | Verenigde Staten / Duitsland                                                                   | Filmfestival van Venetië                            |
| 30 augustus 2024   | Babygirl                                                                        | Verenigde Staten                                                                               | Filmfestival van Venetië                            |
| 30 augustus 2024   | Better Man                                                                      | Australië / Verenigde Staten                                                                   | Filmfestival van Telluride                          |
| 30 augustus 2024   | Conclave                                                                        | Verenigd Koninkrijk / Verenigde Staten                                                         | Filmfestival van Telluride                          |
| 30 augustus 2024   | Monsieur Aznavour                                                               | Frankrijk                                                                                      | Toulouse                                            |
| 30 augustus 2024   | Nickel Boys                                                                     | Verenigde Staten                                                                               | Filmfestival van Telluride                          |
| 30 augustus 2024   | Trois Amies                                                                     | Frankrijk                                                                                      | Filmfestival van Venetië                            |
| 31 augustus 2024   | Campo di Battaglia                                                              | Italië                                                                                         | Filmfestival van Venetië                            |
| 31 augustus 2024   | The End                                                                         | Denemarken / Duitsland / Ierland / Italië / Zweden                                             | Filmfestival van Telluride                          |
| 31 augustus 2024   | Leurs enfants après eux                                                         | Frankrijk                                                                                      | Filmfestival van Venetië                            |
| 31 augustus 2024   | The Order                                                                       | Verenigde Staten                                                                               | Filmfestival van Venetië                            |
| 1 september 2024   | Ainda Estou Aqui                                                                | Brazilië / Frankrijk                                                                           | Filmfestival van Venetië                            |
| 1 september 2024   | The Brutalist                                                                   | Verenigd Koninkrijk / Verenigde Staten / Hongarije                                             | Filmfestival van Venetië                            |
| 1 september 2024   | Wolfs                                                                           | Verenigde Staten                                                                               | Filmfestival van Venetië                            |
| 2 september 2024   | De jacht op Meral Ö.                                                            | Nederland                                                                                      | Amsterdam                                           |
| 2 september 2024   | The Room Next Door                                                              | Spanje                                                                                         | Filmfestival van Venetië (Winnaar Gouden Leeuw)     |
| 2 september 2024   | Vermiglio                                                                       | Italië / Frankrijk / België                                                                    | Filmfestival van Venetië                            |
| 3 september 2024   | Harvest                                                                         | Verenigd Koninkrijk / Duitsland / Griekenland / Frankrijk / Verenigde Staten                   | Filmfestival van Venetië                            |
| 3 september 2024   | Maldoror                                                                        | Frankrijk / België                                                                             | Filmfestival van Venetië                            |
| 3 september 2024   | Queer                                                                           | Italië / Verenigde Staten                                                                      | Filmfestival van Venetië                            |
| 4 september 2024   | Diva Futura                                                                     | Italië                                                                                         | Filmfestival van Venetië                            |
| 4 september 2024   | Joker: Folie à Deux                                                             | Verenigde Staten                                                                               | Filmfestival van Venetië                            |
| 4 september 2024   | Jouer avec le feu                                                               | Frankrijk                                                                                      | Filmfestival van Venetië                            |
| 5 september 2024   | April                                                                           | Georgië / Italië / Frankrijk                                                                   | Filmfestival van Venetië                            |
| 5 september 2024   | Iddu                                                                            | Italië / Frankrijk                                                                             | Filmfestival van Venetië                            |
| 5 september 2024   | Stranger Eyes                                                                   | Singapore / Taiwan / Frankrijk / Verenigde Staten                                              | Filmfestival van Venetië                            |
| 5 september 2024   | The Salt Path                                                                   | Verenigd Koninkrijk                                                                            | Filmfestival van Toronto                            |
| 6 september 2024   | Kjærlighet                                                                      | Noorwegen                                                                                      | Filmfestival van Venetië                            |
| 6 september 2024   | The Last Showgirl                                                               | Verenigde Staten                                                                               | Filmfestival van Toronto                            |
| 6 september 2024   | The Life of Chuck                                                               | Verenigde Staten                                                                               | Filmfestival van Toronto                            |
| 6 september 2024   | Mr. K                                                                           | België / Nederland / Noorwegen                                                                 | Filmfestival van Toronto                            |
| 6 september 2024   | We Live in Time                                                                 | Frankrijk / Verenigd Koninkrijk                                                                | Filmfestival van Toronto                            |
| 6 september 2024   | Een schitterend gebrek                                                          | Nederland / België / Italië                                                                    | Film by the Sea                                     |
| 6 september 2024   | Youth (Homecoming)                                                              | Frankrijk / Luxemburg / Nederland                                                              | Filmfestival van Venetië                            |
| 7 september 2024   | Eden                                                                            | Verenigde Staten                                                                               | Filmfestival van Toronto                            |
| 7 september 2024   | The Fire Inside                                                                 | Verenigde Staten                                                                               | Filmfestival van Toronto                            |
| 7 september 2024   | On Swift Horses                                                                 | Verenigde Staten                                                                               | Filmfestival van Toronto                            |
| 7 september 2024   | Hard Truths                                                                     | Verenigd Koninkrijk / Spanje / Frankrijk                                                       | Filmfestival van Toronto                            |
| 7 september 2024   | Horizon: An American Saga – Chapter 2                                           | Verenigde Staten                                                                               | Filmfestival van Venetië                            |
| 8 september 2024   | Heretic                                                                         | Verenigde Staten                                                                               | Filmfestival van Toronto                            |
| 8 september 2024   | Nightbitch                                                                      | Verenigde Staten                                                                               | Filmfestival van Toronto                            |
| 8 september 2024   | Relay                                                                           | Verenigde Staten                                                                               | Filmfestival van Toronto                            |
| 8 september 2024   | The Wild Robot                                                                  | Verenigde Staten                                                                               | Filmfestival van Toronto                            |
| 9 september 2024   | De Break-Up Club                                                                | Nederland                                                                                      |                                                     |
| 9 september 2024   | Quand vient l'automne                                                           | Frankrijk                                                                                      |                                                     |
| 9 september 2024   | Riff Raff                                                                       | Verenigde Staten                                                                               | Filmfestival van Toronto                            |
| 9 september 2024   | Une part manquante                                                              | België / Frankrijk                                                                             | Filmfestival van Toronto                            |
| 11 september 2024  | Hokwerda's kind                                                                 | Nederland / België / Frankrijk                                                                 | Film by the Sea                                     |
| 11 september 2024  | Transformers One                                                                | Verenigde Staten                                                                               | Sydney                                              |
| 12 september 2024  | Den svenska torpeden                                                            | Zweden                                                                                         | Filmfestival van Toronto                            |
| 12 september 2024  | De wilde Noordzee                                                               | Nederland                                                                                      | documentaire                                        |
| 13 september 2024  | Uglies                                                                          | Verenigde Staten                                                                               | Netflix                                             |
| 19 september 2024  | Terrifier 3                                                                     | Verenigde Staten                                                                               | Fantastic Fest                                      |
| 20 september 2024  | Emmanuelle                                                                      | Frankrijk                                                                                      | Internationaal filmfestival van San Sebastián       |
| 20 september 2024  | Burgemeestersmoord                                                              | Nederland                                                                                      |                                                     |
| 21 september 2024  | Dit is geen kerstfilm                                                           | Nederland                                                                                      | Nederlands Film Festival                            |
| 21 september 2024  | Torch Song                                                                      | Nederland                                                                                      | Nederlands Film Festival                            |
| 23 september 2024  | Het boek van alle dingen                                                        | Nederland                                                                                      | Nederlands Film Festival                            |
| 24 september 2024  | Modì                                                                            | Verenigd Koninkrijk / Italië / Hongarije                                                       | Internationaal filmfestival van San Sebastián       |
| 28 september 2024  | Rokjesnacht                                                                     | Nederland                                                                                      |                                                     |
| 2 oktober 2024     | De Grote Sinterklaasfilm: Stampij in de bakkerij                                | Nederland                                                                                      |                                                     |
| 4 oktober 2024     | Drømmer                                                                         | Noorwegen                                                                                      |                                                     |
| 4 oktober 2024     | Spin the Bottle                                                                 | Verenigde Staten                                                                               |                                                     |
| 7 oktober 2024     | The Menendez Brothers                                                           | Verenigde Staten                                                                               | Netflix                                             |
| 9 oktober 2024     | Blitz                                                                           | Verenigd Koninkrijk / Verenigde Staten                                                         | Filmfestival van Londen                             |
| 10 oktober 2024    | Caddo Lake                                                                      | Verenigde Staten                                                                               | HBO Max                                             |
| 10 oktober 2024    | Girl Haunts Boy                                                                 | Verenigde Staten                                                                               | Netflix                                             |
| 11 oktober 2024    | BXL                                                                             | België                                                                                         | Film Fest Gent                                      |
| 14 oktober 2024    | Opa Cor                                                                         | Nederland                                                                                      |                                                     |
| 14 oktober 2024    | Les dames blanches                                                              | België                                                                                         | Film Fest Gent                                      |
| 15 oktober 2024    | Milano                                                                          | België                                                                                         | Film Fest Gent                                      |
| 16 oktober 2024    | Smile 2                                                                         | Verenigde Staten                                                                               |                                                     |
| 17 oktober 2024    | Woodwalkers                                                                     | Duitsland                                                                                      |                                                     |
| 18 oktober 2024    | Vari                                                                            | Estland                                                                                        |                                                     |
| 19 oktober 2024    | Waarom Wettelen?                                                                | België                                                                                         | Film Fest Gent                                      |
| 21 oktober 2024    | Venom: The Last Dance                                                           | Verenigde Staten                                                                               |                                                     |
| 25 oktober 2024    | Don't Move                                                                      | Verenigde Staten                                                                               | Netflix                                             |
| 25 oktober 2024    | Here                                                                            | Verenigde Staten                                                                               | AFI Fest                                            |
| 25 oktober 2024    | Vuur & vlam                                                                     | Nederland                                                                                      | Prime Video                                         |
| 27 oktober 2024    | Juror No. 2                                                                     | Verenigde Staten                                                                               | AFI Fest                                            |
| 27 oktober 2024    | Viva a Vida                                                                     | Brazilië                                                                                       | Festival du Film Brésilien de Montréal 18           |
| 27 oktober 2024    | Wallace & Gromit: Vengeance Most Fowl                                           | Verenigd Koninkrijk                                                                            | AFI Fest                                            |
| 30 oktober 2024    | Armor                                                                           | Verenigde Staten                                                                               | Filipijnen                                          |
| 30 oktober 2024    | Gladiator II                                                                    | Verenigde Staten / Verenigd Koninkrijk                                                         | Sydney                                              |
| 30 oktober 2024    | Time Cut                                                                        | Verenigde Staten                                                                               | Netflix                                             |
| 1 november 2024    | Aftermath                                                                       | Verenigde Staten                                                                               |                                                     |
| 3 november 2024    | Paddington in Peru                                                              | Verenigd Koninkrijk / Frankrijk                                                                | Londen                                              |
| 3 november 2024    | Wicked                                                                          | Verenigde Staten                                                                               | Sydney                                              |
| 4 november 2024    | Tegendraads                                                                     | Nederland                                                                                      |                                                     |
| 6 november 2024    | Red One                                                                         | Verenigde Staten                                                                               |                                                     |
| 7 november 2024    | De z van zus                                                                    | Nederland                                                                                      |                                                     |
| 8 november 2024    | The Best Christmas Pageant Ever                                                 | Verenigde Staten                                                                               |                                                     |
| 8 november 2024    | Elevation                                                                       | Verenigde Staten                                                                               |                                                     |
| 21 november 2024   | Vaiana 2                                                                        | Verenigde Staten                                                                               | Oahu, Hawaï                                         |
| 2 december 2024    | Nosferatu                                                                       | Verenigde Staten                                                                               | Berlijn                                             |
| 6 december 2024    | The Six Triple Eight                                                            | Verenigde Staten                                                                               |                                                     |
| 9 december 2024    | De jackpot                                                                      | Nederland                                                                                      | Leusden                                             |
| 9 december 2024    | Mufasa: The Lion King                                                           | Verenigde Staten                                                                               | Los Angeles                                         |
| 10 december 2024   | A Complete Unknown                                                              | Verenigde Staten                                                                               | Los Angeles                                         |
| 11 december 2024   | Juf Braaksel en de geniale ontsnapping                                          | Nederland                                                                                      |                                                     |
| 12 december 2024   | Schitterend                                                                     | Nederland                                                                                      |                                                     |
| 13 december 2024   | Carry-On                                                                        | Verenigde Staten                                                                               | Netflix                                             |
| 13 december 2024   | Kraven the Hunter                                                               | Verenigde Staten                                                                               |                                                     |
| 13 december 2024   | The Lord of the Rings: The War of the Rohirrim                                  | Verenigde Staten / Japan                                                                       |                                                     |
| 15 december 2024   | K3 en het lied van de zeemeermin                                                | België                                                                                         |                                                     |
| 16 december 2024   | Sonic the Hedgehog 3                                                            | Verenigde Staten / Japan                                                                       | Los Angeles                                         |
| 18 december 2024   | Dikkie Dik 2: Een nieuwe vriend voor Dikkie Dik                                 | Nederland                                                                                      |                                                     |
| 18 december 2024   | Culpa tuya                                                                      | Spanje                                                                                         | Prime Video                                         |
| 22 december 2024   | Mees Kees op eigen benen                                                        | Nederland                                                                                      |                                                     |

1870-1879 · 1880-1889 · 1890 · 1891 · 1892 · 1893 · 1894 · 1895 · 1896 · 1897 · 1898 · 1899 · 1900 · 1901 · 1902 · 1903 · 1904 · 1905 · 1906 · 1907 · 1908 · 1909 · 1910 · 1911 · 1912 · 1913 · 1914 · 1915 · 1916 · 1917 · 1918 · 1919 · 1920 · 1921 · 1922 · 1923 · 1924 · 1925 · 1926 · 1927 · 1928 · 1929 · 1930 · 1931 · 1932 · 1933 · 1934 · 1935 · 1936 · 1937 · 1938 · 1939 · 1940 · 1941 · 1942 · 1943 · 1944 · 1945 · 1946 · 1947 · 1948 · 1949 · 1950 · 1951 · 1952 · 1953 · 1954 · 1955 · 1956 · 1957 · 1958 · 1959 · 1960 · 1961 · 1962 · 1963 · 1964 · 1965 · 1966 · 1967 · 1968 · 1969 · 1970 · 1971 · 1972 · 1973 · 1974 · 1975 · 1976 · 1977 · 1978 · 1979 · 1980 · 1981 · 1982 · 1983 · 1984 · 1985 · 1986 · 1987 · 1988 · 1989 · 1990 · 1991 · 1992 · 1993 · 1994 · 1995 · 1996 · 1997 · 1998 · 1999 · 2000 · 2001 · 2002 · 2003 · 2004 · 2005 · 2006 · 2007 · 2008 · 2009 · 2010 · 2011 · 2012 · 2013 · 2014 · 2015 · 2016 · 2017 · 2018 · 2019 · 2020 · 2021 · 2022 · 2023 · 2024 · 2025